# A magyar labdarúgó-válogatott mérkőzései 1913-ban

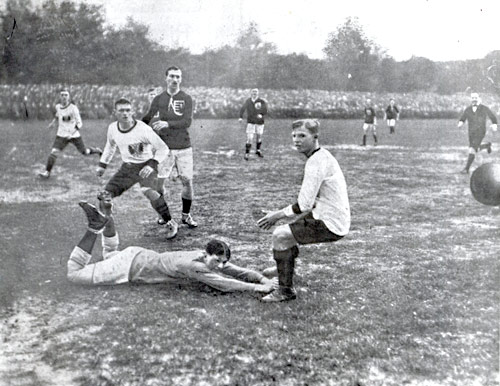
Az Ausztria–Magyarország mérkőzés 1913. április 27-én

A magyar labdarúgó-válogatottnak 1913-ban három mérkőzése volt, ebből kettő Ausztria ellen a Wagner-serlegért.
Szövetségi kapitány: Herczog Ede

## Eredmények
| 45. mérkőzés 1913. április 27. Wagner-serleg | Ausztria      | 1 – 4             | Magyarország                           | WAC-Platz, Bécs Nézőszám: 20 000 Játékvezető: John Howcroft (ENG) |
| 45. mérkőzés 1913. április 27. Wagner-serleg | Studnicka 62' | (0 – 1) Részletek | Tóth-Potya 23' Bíró 70' Pataki 75' 77' | WAC-Platz, Bécs Nézőszám: 20 000 Játékvezető: John Howcroft (ENG) |

| 46. mérkőzés 1913. május 18. | Magyarország             | 2 – 0             | Svédország | FTC-pálya, Budapest Nézőszám: 21 000 Játékvezető: Heinrich Retschury (AUT) |
| 46. mérkőzés 1913. május 18. | Pataki 87' Schlosser 89' | (0 – 0) Részletek |            | FTC-pálya, Budapest Nézőszám: 21 000 Játékvezető: Heinrich Retschury (AUT) |

| 47. mérkőzés 1913. október 26. Wagner-serleg | Magyarország                            | 4 – 3             | Ausztria                                        | MTK-pálya, Budapest Nézőszám: 30 000 Játékvezető: James Schumacher (ENG) |
| 47. mérkőzés 1913. október 26. Wagner-serleg | Kertész II 4' 25' Hlavay 39' Pataki 68' | (3 – 1) Részletek | Schwarz II 28' Merz 79' Dittrich 83' (11-esből) | MTK-pálya, Budapest Nézőszám: 30 000 Játékvezető: James Schumacher (ENG) |

## Lásd még
- A magyar labdarúgó-válogatott mérkőzései (1902–1929)
- A magyar labdarúgó-válogatott mérkőzései országonként